# Aleksandr Kokorin
Aleksandr Aleksandrovitsj Kokorin (Russisch: Александр Александрович Кокорин) (Valoejki, 19 maart 1991) is een Russisch voetballer die doorgaans als aanvaller speelt.

## Clubcarrière
Op 4 oktober 2008 maakte Kokorin zijn debuut voor Dinamo Moskou tegen FK Satoern. In de zomer van 2013 ging hij naar Anzji Machatsjkala, maar toen die club snel in de financiële problemen kwam, keerde hij terug bij Dinamo. In januari 2016 ging Kokorin samen met ploeggenoot Joeri Zjirkov naar FK Zenit, waarmee hij in mei 2016 het nationale bekertoernooi won. Op 6 mei 2019 werd hij veroordeeld voor openlijke geweldpleging. Op 17 september 2019 werd hij vrijgelaten, waarna hij een nieuw contract tekende bij Zenit. In januari 2020 werd hij verhuurd aan PFK Sotsji. Medio 2020 ging hij naar Spartak Moskou en in januari 2021 naar ACF Fiorentina.

## Interlandcarrière
In november 2011 maakte Kokorin zijn debuut in het Russisch voetbalelftal in een oefeninterland tegen Griekenland. Hij speelde twee wedstrijden op het Europees kampioenschap voetbal 2012. Kokorin maakte zijn eerste doelpunt voor Rusland op 11 september 2012 tegen Israël. Met Rusland nam hij deel aan het wereldkampioenschap voetbal 2014, waar hij alle groepsduels meespeelde. In de laatste groepswedstrijd tegen Algerije (1-1) maakte Kokorin na zes minuten speeltijd het openingsdoelpunt, waarna de Algerijn Islam Slimani na een uur spelen de eindstand op 1-1 besliste. Op 8 september 2015 benutte hij in een EK-kwalificatieduel tegen Liechtenstein een door arbiter Bobby Madden toegekende strafschop, waardoor hij bedroeg aan de grootste overwinning van Rusland in de historie van haar nationaal elftal tot dan toe (0-7). Op 21 mei 2016 werd Kokorin opgenomen in de Russische selectie voor het Europees kampioenschap voetbal 2016 in Frankrijk. Daar werd de selectie onder leiding van bondscoach Leonid Sloetski in de groepsfase uitgeschakeld na een gelijkspel tegen Engeland (1-1) en nederlagen tegen Slowakije (1-2) en Wales (0-3). Kort na de uitschakeling doken beelden op van een 'zuipfestijn' in een exclusieve nachtclub in Monaco, waar Kokorin aan deelnam. Hij was met collega-international Pavel Mamajev het middelpunt van het feest, waarbij onder meer zo'n 500 flessen peperdure champagne van mond tot mond gingen. De eindrekening zou een slordige 250.000 euro hebben bedragen. In Rusland wordt schande gesproken van de peperdure party. Zenit Sint-Petersburg zette Kokorin voor straf terug naar het tweede elftal. "Helaas zijn enkele spelers in een schandalige situatie beland", aldus de clubleiding in een verklaring. "Ze hebben geen realiteitszin en weten niet hoe ze zich moeten gedragen in openbare gelegenheden. De reputatie van het hele Russische voetbal is daardoor beschadigd." Kokorin kreeg ook een boete van onbekende hoogte.

## Spelersstatistieken
| Seizoen | Club               | Land             | Competitie   | Wed. | Goals |
| ------- | ------------------ | ---------------- | ------------ | ---- | ----- |
| 2007/08 | Dinamo Moskou      | Vlag van Rusland | Premjer-Liga | 7    | 2     |
| 2008/09 | Dinamo Moskou      | Vlag van Rusland | Premjer-Liga | 24   | 2     |
| 2009/10 | Dinamo Moskou      | Vlag van Rusland | Premjer-Liga | 24   | 0     |
| 2010/11 | Dinamo Moskou      | Vlag van Rusland | Premjer-Liga | 37   | 5     |
| 2011/12 | Dinamo Moskou      | Vlag van Rusland | Premjer-Liga | 0    | 0     |
| 2012/13 | Dinamo Moskou      | Vlag van Rusland | Premjer-Liga | 22   | 10    |
| 2013/14 | Anzji Machatsjkala | Vlag van Rusland | Premjer-Liga | 0    | 0     |
| 2013/14 | Dinamo Moskou      | Vlag van Rusland | Premjer-Liga | 22   | 10    |
| 2014/15 | Dinamo Moskou      | Vlag van Rusland | Premjer-Liga | 27   | 8     |
| 2015/16 | Dinamo Moskou      | Vlag van Rusland | Premjer-Liga | 8    | 4     |
| 2015/16 | FK Zenit           | Vlag van Rusland | Premjer-Liga | 10   | 2     |
| 2016/17 | FK Zenit           | Vlag van Rusland | Premjer-Liga | 27   | 5     |
| 2017/18 | FK Zenit           | Vlag van Rusland | Premjer-Liga | 22   | 10    |
| 2018/19 | FK Zenit           | Vlag van Rusland | Premjer-Liga | 3    | 0     |
| 2019/20 | FK Zenit           | Vlag van Rusland | Premjer-Liga | 0    | 0     |
| Totaal  | Totaal             | Totaal           | Totaal       | 233  | 58    |

Bijgewerkt op 11 januari 2020

## Erelijst
| Beker van Rusland  | 1x | 2015/16 |
| Russische supercup | 1x | 2016    |